# Ginnastica ai Giochi della XXXI Olimpiade - Concorso individuale femminile

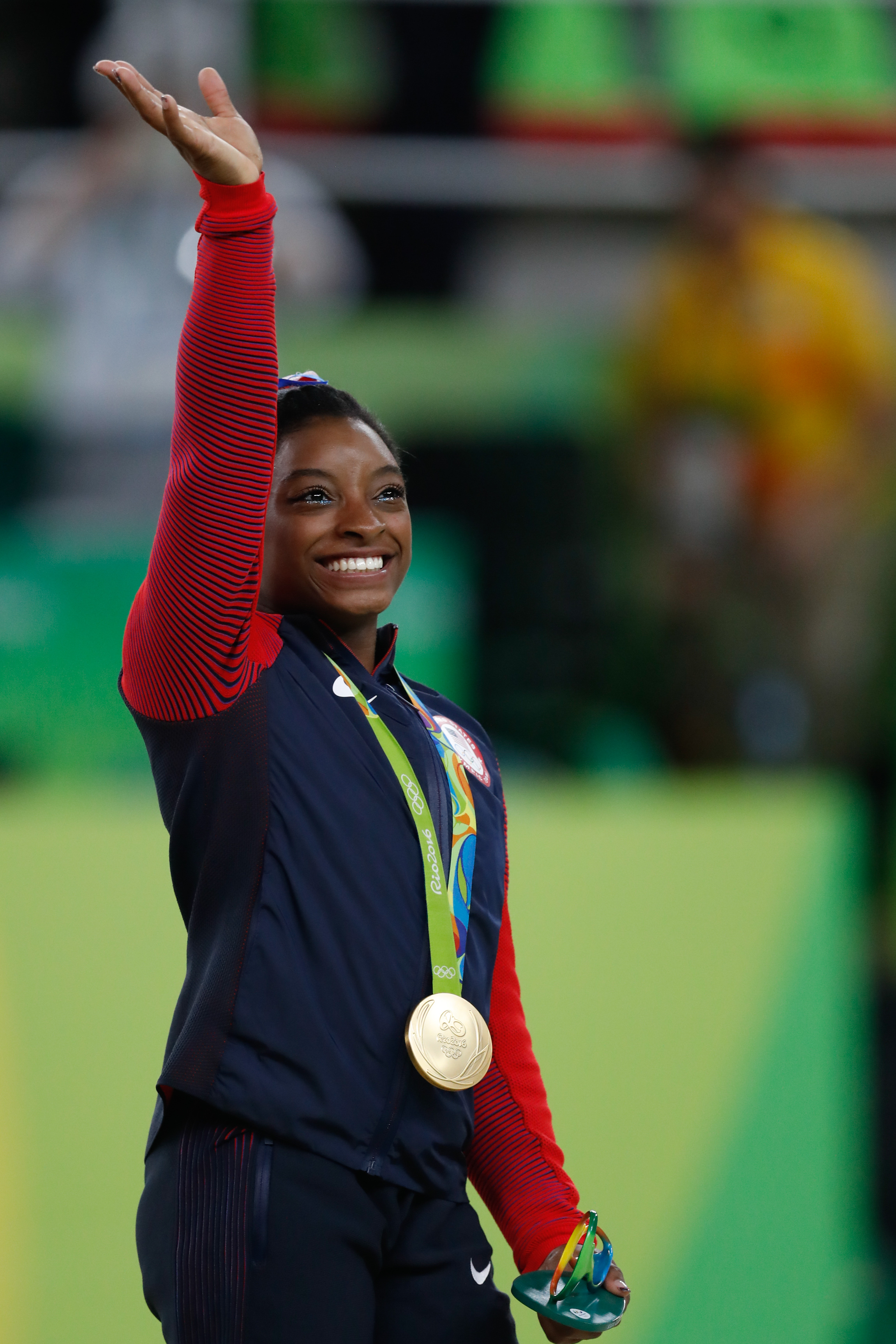

Il concorso generale individuale femminile ai Giochi di Rio de Janeiro 2016 si è svolto nella HSBC Arena l'11 agosto.
Le migliori 24 ginnaste che competono in questa gara vengono scelte durante la fase di qualificazione, dove vengono anche scelte le migliori 8 ginnaste di ogni attrezzo che parteciperanno nelle finali di specialità.
A causa della regola dei passaporti "two per country", solo due ginnaste di ogni nazione possono partecipare alla finale all-around.

## Vincitrici
| Oro                      | Argento                       | Bronzo                 |
| Simone Biles Stati Uniti | Alexandra Raisman Stati Uniti | Alija Mustafina Russia |

## Classifica
| Pos.    | Ginnasta            | Nazione     | Attrezzo  | Attrezzo  | Attrezzo | Attrezzo     | Totale |
| Pos.    | Ginnasta            | Nazione     | Volteggio | Parallele | Trave    | Corpo libero | Totale |
| ------- | ------------------- | ----------- | --------- | --------- | -------- | ------------ | ------ |
| Oro     | Simone Biles        | Stati Uniti | 15.866    | 14.966    | 15.433   | 15.933       | 62.198 |
| Argento | Alexandra Raisman   | Stati Uniti | 15.633    | 14.166    | 14.866   | 15.433       | 60.098 |
| Bronzo  | Alija Mustafina     | Russia      | 15.200    | 15.666    | 13.866   | 13.933       | 58.665 |
| 4       | Shang Chunsong      | Cina        | 13.833    | 15.233    | 14.833   | 14.600       | 58.549 |
| 5       | Elsabeth Black      | Canada      | 14.866    | 14.500    | 14.566   | 14.366       | 58.298 |
| 6       | Wang Yan            | Cina        | 14.733    | 13.733    | 14.666   | 14.900       | 58.032 |
| 7       | Jessica Lopez       | Venezuela   | 14.833    | 15.100    | 13.800   | 14.233       | 57.966 |
| 8       | Asuka Teramoto      | Giappone    | 15.100    | 14.566    | 14.266   | 14.033       | 57.965 |
| 9       | Eythora Thorsdottir | Paesi Bassi | 14.833    | 14.200    | 14.066   | 14.533       | 57.632 |
| 10      | Giulia Steingruber  | Svizzera    | 15.366    | 13.800    | 13.666   | 14.733       | 57.565 |
| 11      | Rebeca Andrade      | Brasile     | 15.566    | 14.033    | 13.600   | 13.766       | 56.965 |
| 12      | Carlotta Ferlito    | Italia      | 14.733    | 14.100    | 14.000   | 14.125       | 56.958 |
| 13      | Elissa Downie       | Regno Unito | 15.100    | 13.783    | 13.700   | 14.300       | 56.883 |
| 14      | Mai Murakami        | Giappone    | 14.866    | 13.766    | 13.900   | 14.133       | 56.665 |
| 15      | Marine Brevet       | Francia     | 14.166    | 14.300    | 14.133   | 14.000       | 56.599 |
| 16      | Vanessa Ferrari     | Italia      | 14.633    | 14.033    | 13.800   | 14.075       | 56.541 |
| 17      | Elisabeth Seitz     | Germania    | 14.100    | 15.233    | 13.200   | 13.833       | 56.366 |
| 18      | Isabela Onyshko     | Canada      | 13.933    | 14.166    | 14.366   | 13.900       | 56.365 |
| 19      | Nina Derwael        | Belgio      | 13.966    | 15.300    | 13.300   | 13.733       | 56.299 |
| 20      | Lieke Wevers        | Paesi Bassi | 14.066    | 14.600    | 13.066   | 14.133       | 55.865 |
| 21      | Louise Vanhille     | Francia     | 14.000    | 14.233    | 13.200   | 13.233       | 54.666 |
| 22      | Seda Tutkhalian     | Russia      | 14.866    | 15.033    | 13.800   | 10.966       | 54.665 |
| 23      | Sophie Scheder      | Germania    | 14.033    | 13.950    | 12.666   | 13.258       | 53.907 |
| 24      | Jade Barbosa        | Brasile     |           |           | 13.700   | 7.500        | —      |